# 예브게니 드라구노프
예브게니 드라구노프(Yevgeny Fyodorovich Dragunov, Евге́ний Фёдорович Драгуно́в) (1920년 2월 20일 ~ 1991년 8월 4일)는 소련의 무기 설계자로, 드라구노프 저격총이라는 자신의 이름이 새겨진 반자동 소총을 발명하는 데 기여한 것으로 가장 잘 알려져 있다.

## 조기생활과 교육
대장장이 집안 출신이여서, 드라구노프는 1939년 군복무를 시작하기 전에 공장 기계공으로 일했다.

## 커리어
1941년 이후 드라구노프는 소련을 위해 일하는 고위 기갑부였고, 전쟁 중에 적의 무기를 노획하기도 했다.
1945년 이후, 그는 이젭스크로 돌아와 무기 설계국에 들어가 1950년대까지 스포츠와 민간용 표적 소총에 대한 프로젝트 엔지니어로 일했다. 이 중 하나인 바이애슬론 표적 소총은 올림픽 금메달리스트의 대표 소총이 되었다.
1959년 드라구노프는 군사용 저격소총인 SVD의 디자인을 제출했고, 1963년 소련의 군복무를 승인했다가 후에 드라구노프 소총으로 알려지게 되었다.
드라구노프는 또한 MA (malokali berni avtomat) 방식의 가스 작동 설계로 AKS-74U 자동 소총을 채택하게 된 대회에도 참가했다. 드라구노프의 위력은 칼라시니코프의 위력과 비슷했지만, 후자는 이미 생산중인 AK-74 소총과 일부 부품을 공유한다는 장점이 있었다. MA의 비금속 부분은 폴리아미드로 만들어졌다. MA는 드라구노프의 마지막 주요 설계였다. MA에 사용된 방아쇠 메커니즘은 이전에 PP-71 기관총에 사용된 것과 상당히 유사했다.

## 수상
- 영예의 배지 훈장 (1957)[2]
- 레닌상 (1963)[2]
- 러시아 연방의 국가상 (1992, 사후 수상)[2][5]

## 발명품
- TsV-50 (ЦВ-50) - 표적 소총[2]
- MTsV-50 (МЦВ-50) - 표적 소총[2]
- TsV-55 "Zenith" (ЦВ-55 "Зенит") - 7.62mm 표적 소총[2]
- MTsV-55 "Strela" (МЦВ-55 "Стрела") - 5.6mm 표적 소총[2]
- MTsV-56 "Taiga"[2] - 5.6mm 경량 볼트액션 표적 소총 (1959년 VDNKh 전시회 은메달 수상)[6]
- SVD - 7.62mm 반자동 저격총[2]
- PP-71 - 9mm 기관총[2][7]